# Daryl Hannah
Daryl Christine Hannah (Chicago, Illinois, 1960. december 3. –) amerikai színésznő.
A mozivásznon 1978-ban debütált Brian De Palma Őrjöngés című horrorfilmjében. Az 1980-as évek folyamán játszott a Szárnyas fejvadász (1982), a Nyári szeretők (1982), a Csobbanás (1984), a Roxanne (1987), a Tőzsdecápák (1987) és az Acélmagnóliák (1989) című filmekben. 2003-2004-ben Quentin Tarantino Kill Bill című kétrészes filmjében kapott fontosabb szerepet.
2015–2018 között a Netflix Sense8 című sci-fi drámasorozatának állandó szereplője volt.

## Élete és pályafutása
Szülei a születése után elváltak. Eleinte balett-táncosnak készült. Színészi pályáját a chicagói Goodman Színházban kezdte, majd 18 évesen Brian De Palma 1978-as Őrjöngés című filmjében mutatkozott be.
Karrierje 1982-ben kezdett felfelé ívelni, miután Ridley Scott Szárnyas fejvadász című filmjében szerepelt. Hasonló sikert aratott a Csobbanás című filmben is, Tom Hanks mellett.
Feltűnt Mickey Rourke oldalán Az alvilág pápája című bűnügyi filmben. Olyan sztárok partnereként is láthattuk, mint Robert Redford (Törvényszéki héják), Charlie Sheen és Michael Douglas (Tőzsdecápák), Chevy Chase (Semmit a szemnek), Steve Martin (Roxanne), Jack Lemmon és Walter Matthau (A szomszéd nője mindig zöldebb, Még zöldebb a szomszéd nője) és Antonio Banderas (Hárman párban).
Az Acélmagnóliákban együtt játszott Julia Robertsszel. Legutóbbi filmjei közül a legismertebb Tarantino Kill Bill című alkotása, valamint a Senki gyermekei és a Kormányzóválasztás. A karrierje ezzel együtt a kilencvenes évektől kissé leszállóágba került és javarészt nem túl jelentős, illetve tévés munkákban kapott szerepeket.
1994-ben a Berlini Nemzetközi Filmfesztiválon elnyerte a legjobb rövidfilmnek járó díjat a The Last Supper című alkotásával, amelynek ő volt a rendezője, producere és forgatókönyvírója is.
1984-ben beválasztották Amerika 10 legszebb testű hölgye közé, 1995-ben a 100 legszebb filmcsillag közé, és szerepelt a Playboy címlapján is.

## Magánélete
Ifj. John F. Kennedyvel folytatott kapcsolata gazdag háttéranyagot szolgáltatott a bulvársajtó számára. Barátja volt többek között Val Kilmer és Robbie Williams is. Többéves együttélés után 2018-ban házasodott össze Neil Young énekessel.
Több alkalommal nyilvánult meg környezetvédelmi ügyek mentén. 2013 szeptemberében nyilvánosságra hozta, hogy gyermekkora óta az autizmus egyik fajtájával, Asperger-szindrómával küzd, amely megnehezítette szociális viszonyát és társas kapcsolatait.

## Filmográfia

### Film
| Év   | Magyar cím                                      | Eredeti cím                                     | Szerep                                 | Magyar hang        |
| ---- | ----------------------------------------------- | ----------------------------------------------- | -------------------------------------- | ------------------ |
| 1978 | Őrjöngés                                        | The Fury                                        | Pam                                    | Somlai Edina       |
| 1981 | Texasi élet                                     | Hard Country                                    | Loretta                                | Kökényessy Ági     |
| 1982 | Szárnyas fejvadász                              | Blade Runner                                    | Pris Stratton                          | Sáfár Anikó        |
| 1982 | Szárnyas fejvadász                              | Blade Runner                                    | Pris Stratton                          | Jani Ildikó        |
| 1982 | Szárnyas fejvadász                              | Blade Runner                                    | Pris Stratton                          | Kiss Erika         |
| 1982 | Szárnyas fejvadász                              | Blade Runner                                    | Pris Stratton                          | Bánfalvi Eszter    |
| 1982 | Nyári szeretők                                  | Summer Lovers                                   | Cathy Featherstone                     |                    |
| 1983 |                                                 | The Final Terror                                | Windy Morgan                           |                    |
| 1984 | Vakmerő                                         | Reckless                                        | Tracey Prescott                        |                    |
| 1984 | Csobbanás                                       | Splash                                          | Madison                                | Györgyi Anna       |
| 1984 | Az alvilág pápája                               | The Pope of Greenwich Village                   | Diane                                  | Spilák Klára       |
| 1984 | Az alvilág pápája                               | The Pope of Greenwich Village                   | Diane                                  | Dudás Eszter       |
| 1986 | A Barlangi Medve népe                           | The Clan of the Cave Bear                       | Ayla                                   | eredeti nyelven    |
| 1986 | Törvényszéki héják                              | Legal Eagles                                    | Chelsea Deardon                        | Tóth Enikő         |
| 1987 | Roxanne                                         | Roxanne                                         | Roxanne Kowalski                       | Kovács Nóra        |
| 1987 | Tőzsdecápák                                     | Wall Street                                     | Darien Taylor                          | Für Anikó          |
| 1987 | Tőzsdecápák                                     | Wall Street                                     | Darien Taylor                          | Németh Borbála     |
| 1988 | Pajzán kísértetek                               | High Spirits                                    | Mary Plunkett Brogan                   | Menszátor Magdolna |
| 1988 | Pajzán kísértetek                               | High Spirits                                    | Mary Plunkett Brogan                   | Kocsis Judit       |
| 1988 | Pajzán kísértetek                               | High Spirits                                    | Mary Plunkett Brogan                   | Götz Anna          |
| 1989 | Bűnök és vétkek                                 | Crimes and Misdemeanors                         | Lisa Crosley (stáblistán nem szerepel) | Biró Anikó         |
| 1989 | Acélmagnóliák                                   | Steel Magnolias                                 | Annelle Dupuy Desoto                   | Orosz Helga        |
| 1990 | Lököttek                                        | Crazy People                                    | Kathy Burgess                          | Kútvölgyi Erzsébet |
| 1991 | Játék az Úristen pályáján                       | At Play in the Fields of the Lord               | Andy Huben                             |                    |
| 1992 | Semmit a szemnek                                | Memoirs of an Invisible Man                     | Alice Monroe                           | Kiss Erika         |
| 1993 | A szomszéd nője mindig zöldebb                  | Grumpy Old Men                                  | Melanie Gustafson                      | Györgyi Anna       |
| 1993 |                                                 | The Last Supper (rövidfilm)                     | nem szerepel                           |                    |
| 1994 | A kis gézengúzok                                | The Little Rascals                              | Miss June Crabtree                     |                    |
| 1995 | A terror gyermeke                               | The Tie That Binds                              | Leann Netherwood                       | Mezei Kitty        |
| 1995 | Még zöldebb a szomszéd nője                     | Grumpier Old Men                                | Melanie Gustafson                      | Györgyi Anna       |
| 1995 | Hárman párban                                   | Two Much                                        | Liz Kerner                             | Fehér Anna         |
| 1996 | Frankie, a légy                                 | The Last Days of Frankie the Fly                | Margaret                               | Farkasinszky Edit  |
| 1998 | Démoni csapda                                   | The Gingerbread Man                             | Lois Harlan                            | Bertalan Ágnes     |
| 1998 | A szőke az igazi                                | The Real Blonde                                 | Kelly                                  | Spilák Klára       |
| 1998 | Addams Family 3. – Jobb együtt, mint darabokban | Addams Family Reunion                           | Morticia Addams                        | Kiss Erika         |
| 1998 | Hazugságok éjszakája                            | Hi-Life                                         | Maggie                                 |                    |
| 1999 | Kedvenc marslakóm                               | My Favorite Martian                             | Lizzie                                 | Ősi Ildikó         |
| 1999 |                                                 | Speedway Junky                                  | Veronica                               |                    |
| 1999 | Követségi hadszíntér                            | Diplomatic Siege                                | Erica Long                             | Farkasinszky Edit  |
| 1999 |                                                 | Wildflowers                                     | Sabine                                 |                    |
| 2000 | Rémálompár (Bújócska)                           | Cord                                            | Anne White                             | Spilák Klára       |
| 2001 |                                                 | Jackpot                                         | Bobbi                                  |                    |
| 2001 | A Kék Iguána bár                                | Dancing at the Blue Iguana                      | Angel                                  |                    |
| 2001 | A bika tüze                                     | Cowboy Up                                       | Celia Jones                            | Mezei Kitty        |
| 2002 | Séta a múltba                                   | A Walk to Remember                              | Cynthia Carter                         | Szórádi Erika      |
| 2002 |                                                 | Searching for Debra Winger                      | önmaga                                 |                    |
| 2002 | Sűrű lé                                         | Hard Cash                                       | Virginia                               | Spilák Klára       |
| 2002 |                                                 | Strip Notes (dokumentumfilm)                    | nem szerepel                           |                    |
| 2003 |                                                 | Northfork                                       | Flower Hercules                        |                    |
| 2003 | Gyilkosság másodállásban                        | The Job                                         | CJ March                               | Tóth Enikő         |
| 2003 | A senki gyermekei                               | Casa de los babys                               | Skipper                                |                    |
| 2003 |                                                 | The Big Empty                                   | Stella                                 |                    |
| 2003 | Kill Bill 1.                                    | Kill Bill: Volume 1                             | Elle Driver                            | Tóth Enikő         |
| 2004 | Kill Bill 2.                                    | Kill Bill: Volume 2                             | Elle Driver                            | Tóth Enikő         |
| 2004 | Kill Bill 2.                                    | Kill Bill: Volume 2                             | Elle Driver                            | Zakariás Éva       |
| 2004 | Kormányzóválasztás                              | Silver City                                     | Maddy Pilager                          |                    |
| 2004 |                                                 | Whore                                           | Adriana                                |                    |
| 2004 |                                                 | Careful What You Wish For (rövidfilm)           | vásárló                                |                    |
| 2006 |                                                 | Love Is the Drug                                | Sandra Brand                           |                    |
| 2006 | Bármicvó                                        | Keeping Up with the Steins                      | Sacred Feather / Sandy                 |                    |
| 2006 | Olé                                             | Olé!                                            | Maggie Granger                         |                    |
| 2007 | A költő                                         | The Poet                                        | Marlene Konig                          | Farkasinszky Edit  |
| 2008 | Romlott zsaruk                                  | Vice                                            | Salt                                   | Götz Anna          |
| 2008 |                                                 | The Garden                                      | önmaga                                 |                    |
| 2008 |                                                 | Dark Honeymoon                                  | Jan                                    |                    |
| 2009 | Sírrablók                                       | The Cycle                                       | Carrie                                 |                    |
| 2009 | Shannon szivárványa                             | Shannon's Rainbow                               | Dr. Rita Baker                         |                    |
| 2009 |                                                 | A Closed Book                                   | Jane Ryder                             |                    |
| 2011 |                                                 | Every Generation Needs a Revolution (rövidfilm) | önmaga                                 |                    |
| 2011 |                                                 | A Fonder Heart                                  | Margaret Boone                         |                    |
| 2011 | S.O.S. Love – Az egymillió dolláros megbízás    | Lovemakers                                      | Mimi                                   | Pikali Gerda       |
| 2012 |                                                 | Eldorado                                        | The Stranger                           |                    |
| 2013 |                                                 | Garbage                                         | önmaga                                 |                    |
| 2013 | Dögös koros kosarasok                           | The Hot Flashes                                 | Ginger Peabody                         | Timkó Eszter       |
| 2014 |                                                 | 2047: Sights of Death                           | Major Anderson                         |                    |
| 2014 |                                                 | Father Rupert Mayer                             | Joanna Sebastian                       |                    |
| 2015 |                                                 | I Am Michael                                    | Deborah                                |                    |
| 2015 |                                                 | Skin Traffik                                    | Zhanna                                 |                    |
| 2015 |                                                 | Awaken                                          | Mao                                    |                    |
| 2015 |                                                 | Sicilian Vampire                                | Carmelina Trafficante                  |                    |
| 2017 |                                                 | The American Connection                         | Flora                                  |                    |
| 2017 |                                                 | The Slider                                      | Carol                                  |                    |
| 2018 |                                                 | Papa                                            | Sarah Freidman                         |                    |
| 2018 |                                                 | Paradox                                         | nem szerepel                           |                    |

### Televízió
| Év        | Magyar cím                    | Eredeti cím                                | Szerep              | Megjegyzések                                             |
| --------- | ----------------------------- | ------------------------------------------ | ------------------- | -------------------------------------------------------- |
| 1982      |                               | Paper Dolls                                | Taryn Blake         | tévéfilm                                                 |
| 1993      | Az 50 láb magas nő támadása   | Attack of the 50 Ft. Woman                 | Nancy Archer        | - tévéfilm - koproducer - magyar hangja: - Spilák Klára  |
| 1997      | Az utolsó keresztapa          | The Last Don                               | Athena Aquitane     | - minisorozat (2 epizód) - magyar hangja: - Spilák Klára |
| 1997      | A pisztoly                    | Gun                                        | Jill Johnson        | 1 epizód                                                 |
| 1997      |                               | Muppets Tonight                            | önmaga              | 1 epizód                                                 |
| 1998      | Hátsó ablak                   | Rear Window                                | Claudia Henderson   | - tévéfilm - magyar hangja: - Madarász Éva               |
| 1998      |                               | Rescuers: Stories of Courage: Two Families | Maria Althoff       | tévéfilm                                                 |
| 2000      | Első számú célpont            | First Target                               | Alex McGregor       | - tévéfilm - magyar hangja: - Fehér Anna                 |
| 2001      | Az égig érő paszuly legendája | Jack and the Beanstalk: The Real Story     | Thespee             | - minisorozat (2 epizód) - magyar hangja: - Orosz Helga  |
| 2002      | Frasier – A dumagép           | Frasier                                    | telefonáló (hangja) | 1 epizód                                                 |
| 2006      | Végveszélyben a Föld          | Final Days of Planet Earth                 | Liz Quinlan         | minisorozat                                              |
| 2007      |                               | All the Good Ones Are Married              | Alex                | tévéfilm                                                 |
| 2008      | Hurrikánvadászok              | Storm Seekers                              | Leah Kaplan         | - minisorozat (2 epizód) - magyar hangja: - Spilák Klára |
| 2008      | A Kung Fu harcosai            | Kung Fu Killer                             | Jane                | minisorozat                                              |
| 2008      | Cáparajzás                    | Shark Swarm                                | Brooke Wilder       | tévéfilm                                                 |
| 2013      |                               | Social Nightmare                           | Susan Hardy         | tévéfilm                                                 |
| 2013      |                               | Zombie Night                               | Birdy               | tévéfilm                                                 |
| 2013–2014 | Hawaii Five-0                 | Hawaii Five-0                              | Cherie Tranton      | 2 epizód                                                 |
| 2015–2018 | Nyolcadik érzék               | Sense8                                     | Angelica Turing     | állandó szereplő                                         |
| 2021      |                               | The Now                                    | Maxine Poole        | 7 epizód                                                 |

## Díjai
- Arany Málna díj (1988) Tőzsdecápák
- MTV Movie Award (2005) Kill Bill 2.